# Hamr (Repubblica Ceca)
Hamr è un comune della Repubblica Ceca facente parte del distretto di Jindřichův Hradec, in Boemia Meridionale.